# Pyrola nephrophylla
Pyrola nephrophylla är en ljungväxtart som först beskrevs av Heinrich Andres, och fick sitt nu gällande namn av Heinrich Andres. Pyrola nephrophylla ingår i släktet pyrolor, och familjen ljungväxter. Inga underarter finns listade i Catalogue of Life.

## Bildgalleri

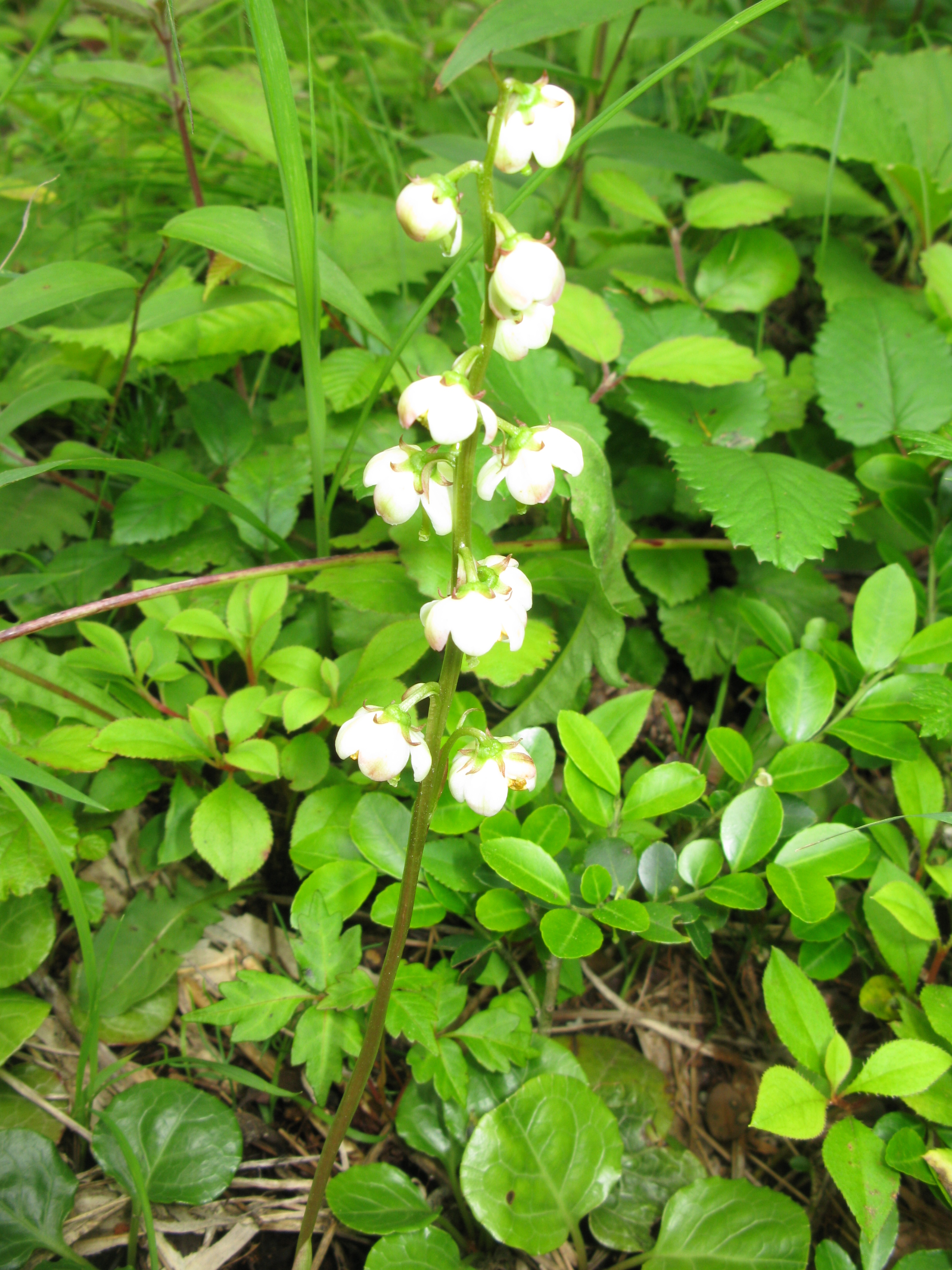
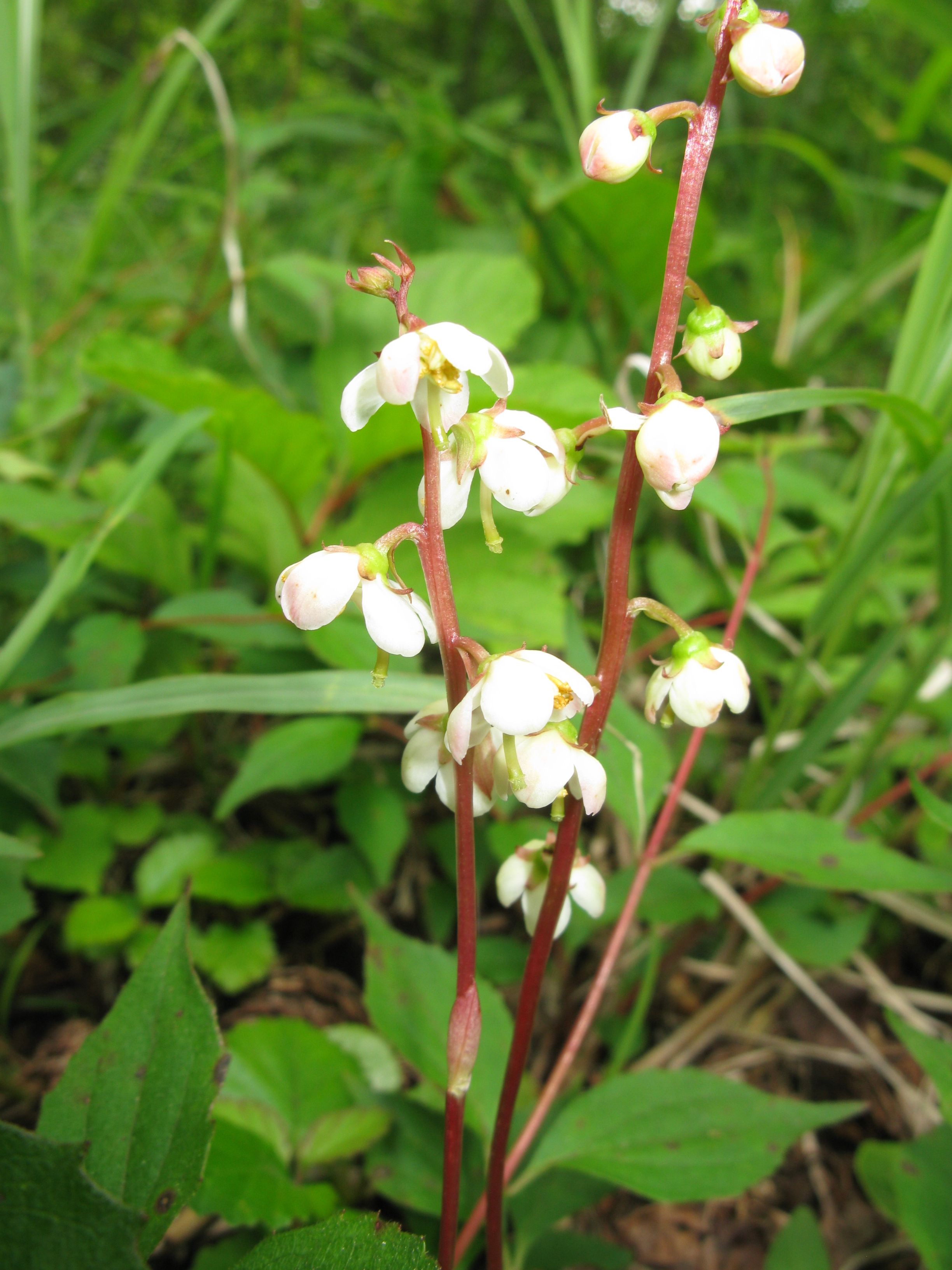
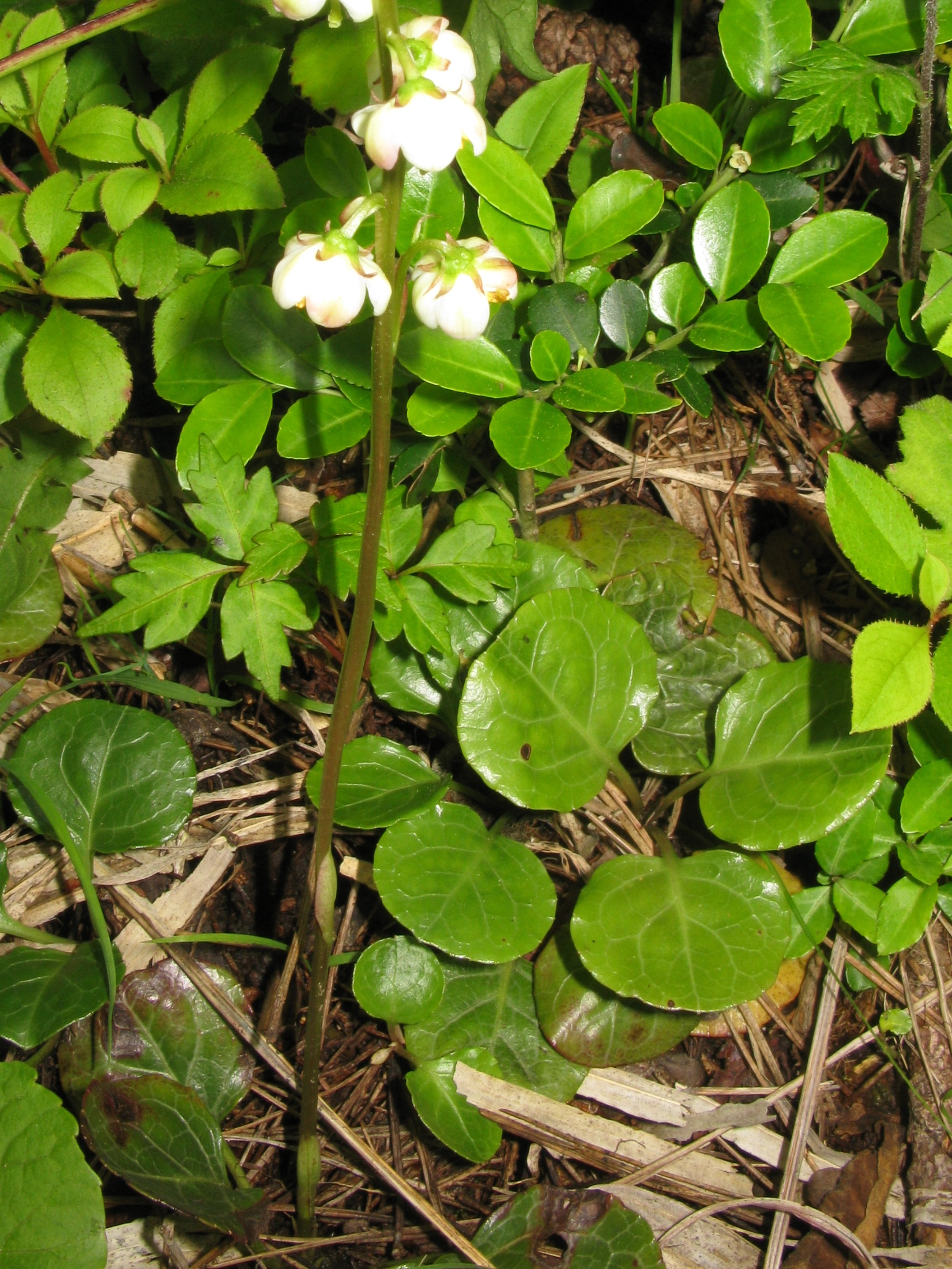
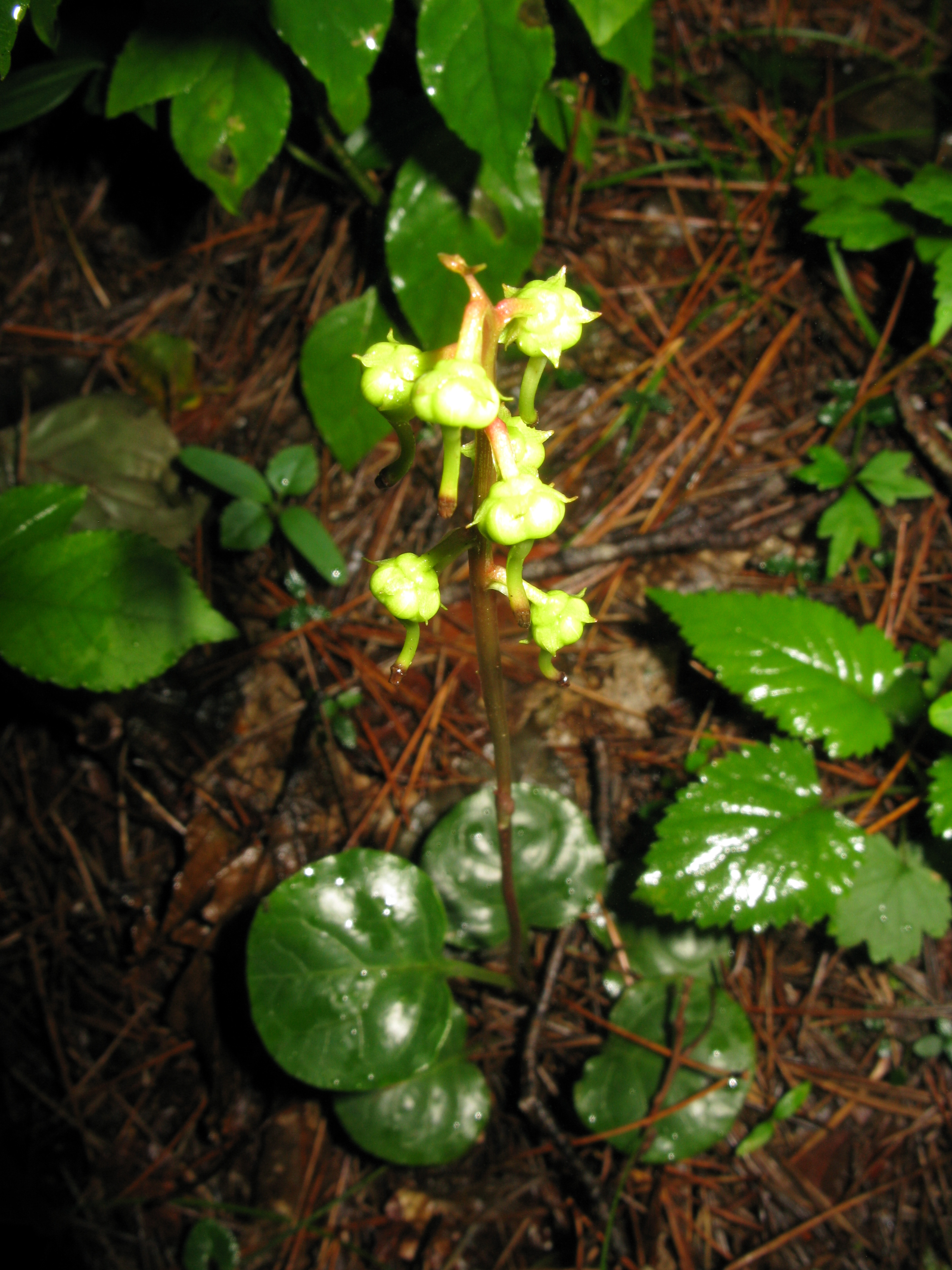